# Parakimomène

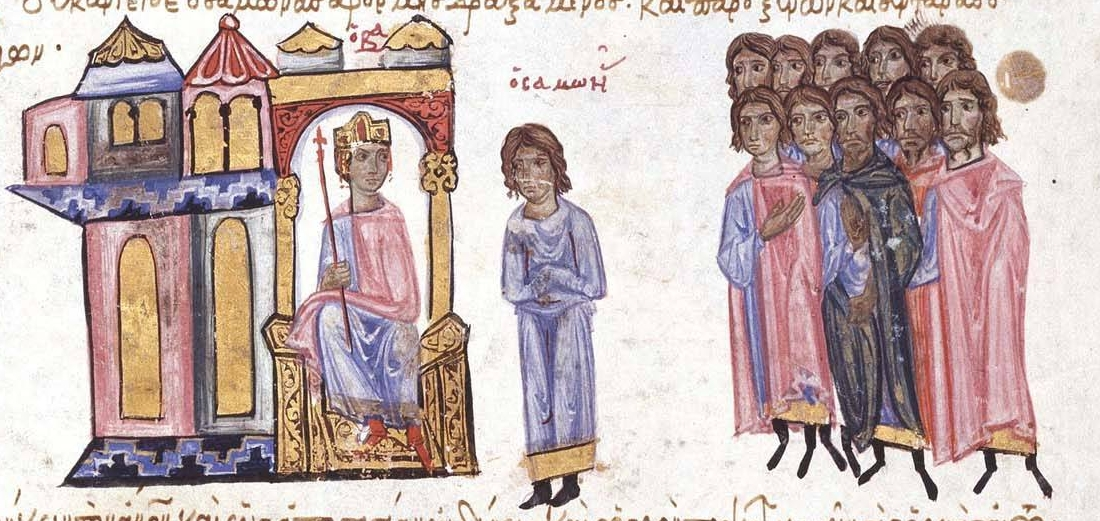
L'eunuque Samonas, parakimomène, se présente devant l'empereur Leon VI.

Parakimomène (en grec παρακοιμώμενος, « celui qui couche auprès [de l'empereur] ») était un titre porté par un haut dignitaire du palais des empereurs byzantins. Il était conféré par édit impérial (διὰ λόγου βασιλικοῦ), c'est-à-dire que le titulaire était révocable au gré du souverain. C'était l'une des dix charges palatiales « par édit », et la plus haute, qui étaient tout spécialement réservées aux eunuques. Le parakimomène était le chef des κοιτωνῖται, les eunuques affectés au κοιτών, la chambre de l'empereur. C'était un responsable chargé tout particulièrement d'assurer la protection du souverain pendant la nuit (portant d'ailleurs une arme), et en qui celui-ci devait avoir toute confiance. À partir du IXe siècle, plusieurs titulaires de cette charge jouèrent un rôle politique de premier plan.

## Histoire du titre
Le premier auteur qui emploie ce mot comme titre est Théophane le Confesseur : il le fait à propos d'un serviteur de l'empereur Maurice (pour l'année 602), mais il s'agit sans doute d'un anachronisme ; il le fait surtout, pour l'année 780, à propos de trois dignitaires du palais sous Léon IV le Khazar, Papias, Stratêgios et Théophane, désignés comme κουϐικουλάριοι καὶ παρακοιμώμενοι (cubiculaires et parakimomènes), qui furent arrêtés, battus et incarcérés pour avoir vénéré des icônes.
C'est surtout à partir du milieu du IXe siècle que des parakimomènes sont mentionnés dans les textes :
- un certain Scholastikios porta le titre sous l'empereur Théophile, mais il n'avait encore que le rang d'ὀστιάριος (ostiaire), qui était assez modeste[5]. Ses successeurs eurent le rang de πατρίκιος (patrice), parfois même avant d'être nommés parakimomènes ;
- Damianos, parakimomène de Michel III, d'origine slave, fut complice de celui-ci et de Bardas dans le meurtre du premier ministre Théoctiste (novembre 855)[6]. Ensuite, il se sentit assez puissant pour s'opposer à Bardas, mais fut destitué et arrêté[7]. Il avait fait construire le couvent Ta Damianou[8] ;
- Basile le Macédonien, bien que n'étant pas eunuque, remplaça Damianos et fut titré patrice à cette occasion. Il resta parakimomène jusqu'à son couronnement comme coempereur en mai 866 ;
- un certain Rentakios était parakimomène au moment de l'assassinat de Michel III (23 septembre 867), mais il n'était pas présent auprès du souverain la nuit fatale[9].

Devenu empereur, Basile le Macédonien, qui n'aimait pas beaucoup les eunuques et savait par expérience personnelle combien un parakimomène pouvait être dangereux, laissa le poste vacant. C'est son successeur Léon VI qui le rétablit en 907.
- Samonas, favori de Léon VI, fut le premier titulaire de la charge au Xe siècle ;
- Constantin le Paphlagonien le remplaça peu après (908). Après une éclipse sous le bref règne d'Alexandre, il redevint parakimomène pendant la régence de Zoé Carbonopsina, soutenant Léon Phocas contre Romain Lécapène. Le père de ce Constantin avait été averti dans un songe par le Christ lui-même de l'accession de son fils à la charge (donc prestigieuse) de parakimomène[10] ;
- Barbatos, patrice comme les deux précédents, fut le parakimomène d'Alexandre ;
- sous le règne de Romain Lécapène, son parakimomène (et homme de confiance), qui avait rang de patrice, s'appelait Théophane ;
- dès qu'il devint seul empereur (945), Constantin VII nomma parakimomène Basile Lécapène, fils naturel castré de Romain Ier (et donc demi-frère de l'impératrice Hélène Lécapène). Au pouvoir pendant quarante ans (avec une éclipse pendant le court règne de Romain II), celui-ci porta la charge à son apogée : titré « corégent » (παραδυναστεύων), puis « proèdre » par Nicéphore Phocas, il exerça directement des fonctions administratives et militaires et apparut réellement comme un premier ministre. Il ne fut écarté qu'en 985 par Basile II ;
- Joseph Bringas, également eunuque, porta le titre de parakimomène sous Romain II. Portant les titres de patrice, préposite et paradynaste avant de recevoir celui de parakimomène, il agit aussi comme premier ministre.

Après une nouvelle éclipse sous Basile II, la dignité reparaît (dans les textes) sous le règne personnel de Constantin VIII :
- Nicolas, premier eunuque de Constantin VIII, fut titré parakimomène et proèdre[11]. Il fut semble-t-il en fonction également sous Constantin IX[12] ;
- un certain Jean, parakimomène et proèdre, est également signalé sous Constantin IX[13].

Le fait que ces parakimomènes se voyaient tous attribuer d'autres titres (notamment patrice ou proèdre) montre que le mot désignait encore seulement une fonction, mais ne conférait pas en lui-même un rang nobiliaire. En revanche, après l'avènement des Comnènes, le titre de parakimomène fut porté tout seul, et attribué à des personnages considérables, qui n'étaient pas forcément des eunuques.
Sous les Paléologues, il y avait deux titres :
- le parakimomène du sceau (παρακοιμώμενος τῆς σφενδόνης) apposait le cachet de l'empereur à ses lettres destinées à sa mère, à sa femme ou à son fils coempereur (mais pas aux lettres destinées aux autres hauts dignitaires, qui étaient scellées d'une bulle de plomb). Il portait l'épée de l'empereur en l'absence du prôtostratôr ;
- le parakimomène de la Chambre (παρακοιμώμενος τοῦ κοιτῶνος) était le chef du Sacrum Cubiculum, dont le personnel était formé des pages (παιδόπουλα) et des κοιτωνάριοι. Il avait un adjoint nommé le « président de la Chambre » (προκαθήμενος τοῦ κοιτῶνος).

Les deux parakimonènes étaient de hauts officiers : ils occupaient les seizième et dix-septième rangs de la hiérarchie aulique. Ils n'étaient pas nécessairement eunuques. Ils sont assez souvent mentionnés par les historiens. Alexis Apokaukos, notamment, exerça ses fonctions de 1321 à 1341 avec le titre de parakimomène (sans être eunuque) ; il ne fut titré « mégaduc » qu'après la mort d'Andronic III et exerça alors la réalité du pouvoir.
Le dernier titulaire connu est un certain Théophylacte, envoyé par l'empereur Jean V en ambassade auprès du pape Urbain V en 1367.